# جنت یلن
جَنِت لوییز یلن (به انگلیسی: Janet Louise Yellen) (زاده ۱۳ اوت ۱۹۴۶ در نیویورک)، اقتصاددان آمریکایی، و ۷۸مین وزیر خزانه‌داری ایالات متحده آمریکا از ژانویه ۲۰۲۱ تا ژانویه ۲۰۲۵ بود. او که عضو حزب دمکرات است پیشتر ریاست فدرال رزرو (بانک مرکزی آمریکا) را از ۳ فوریه ۲۰۱۴ تا ۳ فوریه ۲۰۱۸ بر عهده داشت. او همچنین استاد  بازنشسته مدرسه کسب‌وکار هاس در دانشگاه کالیفرنیا، برکلی و سابقاً عضو پیوسته ممتاز مقیم در نهاد بروکینگز  است.
یلن نخستین زن در تاریخ ۱۰۰ ساله تأسیس بانک مرکزی آمریکا است که عهده‌دار سمت ریاست بانک مرکزی این کشور شد. وی از سال ۲۰۱۰ نایب رئیس هیئت مدیره فدرال رزرو بود.
در ۲۳ ژانویه ۲۰۲۰ جو بایدن، یلن را به عنوان گزینه خود به عنوان وزیر خزانه‌داری ایالات متحده آمریکا معرفی کرد. با عهده دار شدن این سمت، یلن نخستین زن عهده‌دار این منصب، و تنها کسی شد که همه سه مهمترین سمت حکومتی اقتصادی (ریاست فدرال رزرو، ریاست شورای مشاورین اقتصادی کاخ سفید، و وزیر خزانه داری) در ایالات متحده را بر عهده داشته‌است.

## اوایل زندگی و خانواده
جنت یلن در یک خانواده یهودی در محله بروکلین شهر نیویورک زاده شد. مادر او آنا بلومنتال و پدر او، جولیوس یلن پزشک بود است. جنت یلن به دبیرستان فورت همیلتون رفت و در سال ۱۹۶۷ از دانشگاه براون مدرک کارشناسی اقتصاد گرفت. او در سال ۱۹۷۱ مدرک دکترای خود را از دانشگاه ییل دریافت کرد. استادان پایان‌نامه دکترای او جیمز توبین و جوزف استیگلیتز بودند. یلن همسر جرج اکرلوف استاد دانشگاه برکلی و برنده جایزه نوبل در اقتصاد است. فرزند آنها، رابرت اکرلوف، در دانشگاه واریک به تدریس اقتصاد می‌پردازد.
یلن در کالج پمبروک در دانشگاه براون ثبت نام کرد، و ابتدائاً قصد داشت فلسفه بخواند. به هر روی، در سال اول تحصیل رشته خود را تحت تأثیر استادانش به خصوص جرج هربرت بورتس و هرشل گروسمن به اقتصاد تغییر داد. او حین تحصیل کارشناسی، به عضویت در انجمن فی بتا کاپا انتخاب شد و با مدرکبی‌ای اقتصاد با افتخار summa cum laude از دانشگاه براون فارغ‌التحصیل شد. او فوق لیسانس و پی‌اچ‌دی اقتصاد را از دانشگاه ییل در در سال ۱۹۷۱ دریافت کرد. عنوان پایان‌نامه او اشتغال، برون دهی و انباشت سرمایه در یک اقتصاد باز: یک روش عدم تعادلی تحت سرپرستی جیمز توبین، از اقتصاددانان شناخته شده بود که بعدها جایزه نوبل گرفت. یلن به عنوان یک دستیار آموزشی چنان در نوت برداری از کلاس اقتصاد کلان توبین دقیق بود که یادداشت‌های او تبدیل به کتاب درسی غیررسمی شد و نسل‌ها در بین دانشجویان تحصیلات تکمیلی دست به دست می‌شد و به عنوان «یادداشت‌های یلن» شناخته شده بود. استاد سابقشجوزف استیگلیتز، یکی دیگر از برندگان جایزه نوبل، او را یکی از درخشان‌ترین و به یادماندنی‌ترین دانشجویانش خوانده‌است. او بعدها توبین و ویلیام برینارد استادان ییل را «مربیانی برای همه عمر» توصیف کرد که بنیان اصلی فکری را برای دیدگاه‌های او در زمینه اقتصاد فراهم کرده‌اند. یلن تنها زن در میان دو دوجین اقتصادانی بود که در سال ۱۹۷۱ از ییل دکترا گرفتند.

## ابتدای مشاغل
جنت یلن بین سال‌های ۱۹۷۱ تا ۱۹۷۶ در دانشگاه هاروارد تدریس می‌کرد. او از سال ۱۹۷۸ تا ۱۹۸۰ در دانشکده اقتصاد دانشگاه لندن تدریس می‌کرد. سپس بین سال‌های ۱۹۷۷ تا ۱۹۷۸ در فدرال رزرو به عنوان اقتصاددان مشغول به کار بود. جنت یلن از سال ۱۹۸۰ او در دانشگاه برکلی مشغول به کار شد و اکنون استاد بازنشسته این دانشگاه است. یلن در سال ۱۹۹۷ به عنوان رئیس مشاوران اقتصادی بیل کلینتون انتخاب شد. او در بین سال‌های ۱۹۹۴ تا ۱۹۹۷ به عنوان عضو هیئت مدیره فدرال رزرو کار می‌کرد. جنت یلن در بین سال‌های ۲۰۰۴ تا ۲۰۱۰ رئیس بانک فدرال رزرو سان فرانسیسکو بود. در سال ۲۰۱۰ باراک اوباما جانت یلن را به سمت نایب رئیس بانک فدرال رزرو انتخاب کرد.

## ریاست بانک مرکزی آمریکا
باراک اوباما در ۹ اکتبر ۲۰۱۳ یلن را برای ریاست فدرال رزرو (بانک مرکزی) و جانشینی بن برننکی معرفی کرد. در ۶ ژانویه ۲۰۱۴ یلن با ۵۶ رای موافق در برابر ۲۶ رای مخالف رای اعتماد مجلس سنای ایالات متحده آمریکا را بدست آورد. این ضعیف‌ترین رای اعتمادی است که سنا به یک رئیس فدرال رزرو داده‌است. در میان سناتورهایی که به یلن رای دادند ۱۱ سناتور جمهوری‌خواه نیز دیده می‌شود.
یلن نخستین دموکراتی بود که از سال ۱۹۷۹ (میلادی) به ریاست فدرال رزرو رسید. همچنین، یلن نخستین زن در تاریخ ۱۰۰ ساله تأسیس بانک مرکزی آمریکا است که عهده‌دار سمت ریاست بانک مرکزی این کشور شد.

## دونالد ترامپ
در سال ۲۰۱۸ دونالد ترامپ از تمدید ریاست جنت یلن به عنوان رئیس خزانه‌داری برای یک دوره چهارساله دیگر، خودداری کرد. اهمیت تمدید دوره رئیس خزانه‌داری توسط رئیس‌جمهور بعدی، جلوگیری از سیاسی شدن این جایگاه است.
در دوره همه‌گیری ویروس کرونا جنت یلن بارها از سیاست‌مداران آمریکایی خواست که برای مقابله با مشکلات اقتصادی این همه‌گیری، تلاش کنند.

## وزارت خزانه‌داری
در ۲۵ ژانویه ۲۰۲۱ کمیته اقتصادی مجلس سنای آمریکا با ۲۶ رای موافق و بدون هیچ رای مخالفی صلاحیت جنت یلن را تأیید کرد. در ۲۵ ژانویه ۲۰۲۱ نیز او در صحن اصلی مجلس سنا توانست با گرفتن ۸۴ رای موافق در برابر ۱۴ رای مخالف موافق به گرفتن رای اعتماد شد.

## سیاست‌های اقتصادی
یلن در تدوین سیاست‌های اقتصادی بیشتر توجه به نرخ بیکاری دارد و مقدار بهره برای او کم‌اهمیت‌تر است. او به مکتب اقتصاد کینزی نو اعتقاد دارد و معتقد است که بانک مرکزی نقش عمده در چرخه اقتصاد دارد. یلن موافق تورم است و معتقد است کاهش تورم باعث کندشدن کنش‌های اقتصادی می‌شود.
از جنت یلن به عنوان یکی از چهره‌های اصلی پایان دادن به بحران مالی ۲۰۱۲–۲۰۰۷ یاد می‌شود.
تمرکز جنت یلن بر بررسی چگونگی تأثیر سیاست‌های بانکی بر زندگی کارگران و همچنین سختی‌های اقتصادی به دلیل افزایش اختلاف طبقاتی است.